# Il metodo del coccodrillo
Il metodo del coccodrillo è un romanzo giallo dello scrittore italiano Maurizio De Giovanni edito nel 2012; è ambientato nella Napoli contemporanea.
Questo libro può essere considerato la genesi del personaggio Giuseppe Lojacono che diverrà protagonista della serie di romanzi iniziati con I bastardi di Pizzofalcone da cui è stata tratta anche l'omonima serie TV.

## Trama
Napoli, così, non l'avevamo vista mai. Una città borghese, inospitale e caotica, cupa e distratta, dove ognuno sembra preso dai propri affari e pronto a defilarsi. È esattamente questo che permette a un killer freddo e metodico di agire indisturbato, di mischiarsi alla folla come fosse invisibile. "Il coccodrillo" lo chiamano i giornali: perché, come il coccodrillo quando divora i propri figli, piange. E del resto, come il coccodrillo, è una perfetta macchina di morte: si apposta, osserva, aspetta. E quando la preda è a tiro, colpisce. Tre giovani, di età e provenienza sociale diverse, vengono trovati morti in tre differenti quartieri, freddati dal colpo di un'unica pistola. L'ispettore Giuseppe Lojacono è l'unico che non si ferma alle apparenze, sorretto dal suo fiuto e dalla sua stessa storia triste. È appena stato trasferito a Napoli dalla Sicilia. Un collaboratore di giustizia lo ha accusato di passare informazioni alla mafia e lui, stimato segugio della squadra mobile di Agrigento, ha perso tutto, a cominciare dall'affetto della moglie e della figlia. È il giovane sostituto procuratore incaricato delle indagini, la bella e scontrosa Laura Piras, a decidere di dargli un'occasione, colpita dal suo spirito di osservazione. E così Lojacono, a dispetto di gerarchie e punizioni, l'aiuterà a trovare il collegamento, apparentemente inesistente, tra i delitti. A scorgere il filo rosso che conduce a un dolore bruciante, a una colpa non redimibile, a un amore assoluto e struggente.

## Edizioni
- Maurizio De Giovanni, Il metodo del coccodrillo, Mondadori, 2012,  p. 247, ISBN 978-88-04-61611-5.